# Tennistoernooi van Rome 2000
|                                      |  |                                       |
| Magnus Norman, winnaar bij de mannen |  | Monica Seles, winnares bij de vrouwen |

Het tennistoernooi van Rome van 2000 werd van 8 tot en met 21 mei 2000 gespeeld op de gravelbanen van het Foro Italico in de Italiaanse hoofdstad Rome. De officiële naam van het toernooi was Italian Open.
Het toernooi bestond uit twee delen:
- ATP-toernooi van Rome 2000, het toernooi voor de mannen, van 8 tot en met 14 mei
- WTA-toernooi van Rome 2000, het toernooi voor de vrouwen, van 15 tot en met 21 mei

ATP-toernooi van Rome – WTA-toernooi van Rome

1990 · 1991 · 1992 · 1993 · 1994 · 1995 · 1996 · 1997 · 1998 · 1999 · 2000 · 2001 · 2002 · 2003 · 2004 · 2005 · 2006 · 2007 · 2008 · 2009 · 2010 · 2011 · 2012 · 2013 · 2014 · 2015 · 2016 · 2017 · 2018 · 2019 · 2020 · 2021 · 2022 · 2023 · 2024